# El día de la bestia
El día de la bestia ist ein Film von 1995. Er ist nach Mirindas asesinas und Aktion Mutante der dritte von Álex de la Iglesia produzierte Film. Der Horror-Thriller gewann neben einigen weiteren Auszeichnungen mehrere Goyas im Jahr 1996.

## Handlung
Der baskische Priester Angel stellt nach langem Bibelstudium den Zeitpunkt für die Ankunft des Antichristen fest. Zur Weihnachtszeit fährt er nach Madrid, um dort über das Begehen vieler Sünden in Kontakt mit dem Antichrist zu kommen. Dabei lernt er Jose Maria, einen im Musikladen beschäftigten Death-Metal-Fan kennen, und kommt in der Pension seiner Mutter unter. Gemeinsam suchen beide Dr. Cavan, den Moderator einer okkultistischen Fernsehsendung, auf. Zusammen gehen sie im weihnachtlichen Madrid auf die Jagd, um die Wiedergeburt des Antichristen zu verhindern.

## Preise und Auszeichnungen
El día de la bestia gewann 1996 insgesamt sechs Goyas, unter anderem in den Kategorien „Beste Regie“, „Bester Nachwuchsdarsteller“, „Bester Ton“ und „Beste Spezialeffekte“. Der Film wurde außerdem mit den Hauptpreisen des Brussels International Fantastic Film Festivals 1996 und des Sitges Festival Internacional de Cinema de Catalunya 1995 ausgezeichnet.

## Kritik
„Ein zwischen Humor und Horror oszillierender Film, der jede Genre-Konvention meidet und bizarres Zeitgeist-Kino liefert, das zumindest im Ursprungsland Spanien außergewöhnlich erfolgreich war.“

## Soundtrack
Die Titel stammen u. a. von den Bands Extremoduro, Def Con Dos, Ministry und Pantera.